# 자르간스역
자르간스역(독일어: Bahnhof Sargans)은 스위스 장크트갈렌주의 자르간스에 있는 기차역이다. 그것은 쿠어-로르샤흐선의 중간 정류장이자 지겔브뤼케-자르간스선의 동쪽 종점이다. 현지, 지방간, 장거리 열차가 운행된다.

## 운행편

### 장거리
자르간스에서 다음 장거리 운행편이 정차한다:
- 인터시티 익스프레스 : 함부르크와 쿠어 사이의 쿠어-로르샤흐 및 지겔브뤼케-자르간스선을 통해 하루 2회 왕복 운행.
- 레일젯 익스프레스 : 취리히 중앙역에서 비엔나, 부다페스트 또는 브라티슬라바까지 쿠어-로르샤흐 및 지겔브뤼케-자르간스 노선을 통해 하루 4회 왕복 운행한다.
- 나이트젯 / 유로나이트 : 취리히 중앙역에서 그라츠, 비엔나, 프라하, 부다페스트 또는 자그레브까지 쿠어-로르샤흐 및 지겔브뤼케-자르간스 노선을 운행하는 야간열차.
- 유로시티 트랜스알핀 : 취리히 중앙역과 그라츠 중앙역 사이의 쿠어-로르샤흐(쿠어-로르샤흐) 노선을 통해 하루에 한 번 왕복한다.
- 인터시티 : 바젤 SBB 또는 취리히 중앙역에서 쿠어까지 쿠어-로르샤흐 및 지겔브뤼케-자르간스 노선을 통한 매시간 운행

### 지방 노선
자르간스에서 다음 지역 운행편이 정차한다.
- 인터레기오 :
  - 취리히 중앙역과 쿠어 사이의 쿠어-로르샤흐 노선을 통한 매시간 운행.
  - 베른과 쿠어 사이의 쿠어-로르샤흐 및 지겔브뤼케-자르간스 노선을 통해 매시간 운행.

### 현지 노선
자르간스는 장크트갈렌 S-반의 두 가지 서비스를 제공한다.
- S4 : 우츠나흐역을 경유하는 쿠어-로르샤흐 및 지겔브뤼케-자르간스 노선을 통한 매시간 운행(순환 운행).
- S12: 쿠어-로르샤흐선을 통해 쿠어까지 30분 간격 운행.